# Terapia genica
Con terapia genica si intende la modifica e la manipolazione dell'espressione genica delle cellule al fine di poter curare delle patologie (es. malattie genetiche). Fu concepita a seguito del grande progresso delle metodiche di biologia molecolare e ingegneria genetica sviluppatesi a partire dagli anni ottanta. Tali tecniche consentirono il clonaggio ed il sequenziamento di vari geni. Ciò comportò la precisa identificazione di molte alterazioni geniche in diverse patologie e la capacità, grazie alle tecniche del DNA ricombinante, di modificare microorganismi (come batteri o funghi) per poter far loro esprimere delle molecole d'interesse.
In particolare la terapia genica si propone di curare una patologia causata dall'assenza o dal difetto di uno o più geni (mutati) con la sostituzione con una variante "sana". Dunque, è necessario in primo luogo identificare il singolo gene o i diversi geni responsabili della malattia genetica. Sebbene le terapie siano generalmente sperimentali, si può tentare in secondo luogo - almeno per alcune malattie - la sostituzione dei geni malati sfruttando, ad esempio, come vettore un virus reso inattivo, svuotato preventivamente del suo corredo genetico. Con un meccanismo piuttosto complesso, che richiede l'uso di 'forbici' molecolari enzimatiche, enzimi di restrizione (con cui si preleva il gene "sano")  si può poi 'correggere' il DNA, rimpiazzando le sequenze difettose, in modo tale che la cellula sintetizzi correttamente le proteine necessarie al corretto funzionamento metabolico.
Il passo successivo consistette nella valutazione della possibilità di trasfettare le cellule somatiche di un individuo avente una malattia genetica con un segmento di DNA contenente l'allele sano. Questo approccio si è successivamente esteso anche alle patologie non mendeliane come tumori, infezione da HIV ed altre patologie in cui non si va a sostituire un gene difettoso ma se ne aggiunge uno che possa mettere in moto un fenomeno terapeuticamente utile.

## Storia
I primi accenni sull'utilizzo dei geni nel trattamento delle malattie risalgono agli anni settanta. Nel 1972 fu pubblicato su Science un articolo di Friedmann e Roblin intitolato Gene therapy for human genetic disease? ("terapia genica per le malattie genetiche umane?"), ma già nel 1970 Rogers aveva proposto l'uso di DNA esogeno "buono" per sostituire quello non funzionante e causa di determinate malattie genetiche.
Nel 1990 William French Anderson realizzò con successo la prima terapia genica applicata a un essere umano, una bambina affetta da SCID.

## Tipologie di terapia genica
Esistono due tipologie di terapia genica: quella delle cellule germinali e quella delle cellule somatiche.
La prima si propone di trasfettare le cellule della linea germinale come spermatozoi ed ovociti o le cellule staminali totipotenti dei primissimi stadi dello sviluppo dell'embrione (alla fase di 4-8 cellule), ma attualmente essa non viene messa in pratica sia per ragioni tecniche e, soprattutto, per i grandissimi dilemmi etici che solleva.
La seconda tipologia, invece, si propone di modificare solamente le cellule somatiche, senza intaccare, quindi, la linea germinale; oggigiorno è la via più studiata e tentata. La terapia genica delle cellule somatiche, a sua volta, viene suddivisa in due gruppi: la terapia genica ex vivo e quella in vivo.

### La terapia genicaex vivo
È la tipologia che venne messa in pratica per prima e consiste nel prelievo delle cellule somatiche della persona interessata. Esse, successivamente, vengono messe in coltura in laboratorio. Durante questo tempo vengono anche trasdotte con il gene d'interesse, inserito tramite un apposito vettore (spesso vengono usati vettori virali), e successivamente vengono reinfuse o reimpiantate nel corpo del soggetto. Tale procedura è sicuramente la più lunga e la più costosa delle due ma permette di selezionare ed amplificare le cellule d'interesse ed inoltre gode d'una maggior efficienza.
È attualmente la modalità più utilizzata ma è riservata solamente a quei casi in cui sia possibile prelevare, mettere le cellule in cultura e reinserirle nell'organismo.

### La terapia genicain vivo
Viene attuata in tutti quei casi in cui le cellule non possono essere messe in coltura, o prelevate e reimpiantate, come quelle del cervello o del cuore e della maggior parte degli organi interni; inoltre, rappresenta un modello terapeutico con elevata ottemperanza e molto economico ma, attualmente, di più difficile applicazione. In questo caso il gene, o l'oligonucleotide d'interesse viene inserito nell'organismo, tramite un opportuno vettore, direttamente per via locale o sistemica. I sistemi attualmente studiati sono di tre tipi: lipoplessi, poliplessi, lipopoliplessi. Questi, si formano attraverso l'interazione elettrostatica sussistente tra il DNA (carico negativamente) e nanoparticelle (cariche positivamente). Le nanoparticelle possono essere rispettivamente di tipo lipidiche (liposomi cationici), polimeriche (policationi), o un sistema supramolecolare formato da liposomi e policationi. Potenzialmente tutti i tre tipi di vettori non virali potrebbero sostituire gli attuali vettori virali e fisici.

## La prima tappa
Affinché la terapia genica possa venir eseguita è necessario conoscere la fisiopatologia della malattia in questione ed identificare gli eventuali geni alterati o coinvolti nel processo o quelli terapeutici. Le metodiche di biologia molecolare e di genetica permettono di ottenere questi risultati in tempi sicuramente più rapidi rispetto al passato. Una volta individuato il gene d'interesse esso viene amplificato, clonato e sequenziato.
In tal modo risulta possibile raccogliere tutte le informazioni necessarie per comprendere la sua funzione e le sue possibilità d'utilizzo.

## Tipologie di trasferimento
Una volta che il gene d'interesse viene inserito nella cellula può accadere che esso vada incontro ad integrazione nel genoma cellulare oppure che rimanga esterno formando una particella episomale.
L'integrazione nel genoma permette la replicazione del gene ed il suo trasferimento alle cellule figlie derivanti dalla duplicazione della cellula madre.
La particella episomiale, invece, non viene interessata dalla duplicazione per cui essa non viene trasmessa alle cellule figlie. È possibile ovviare a questa situazione, comunque, associando al gene terapeutico un'origine di replicazione, una sequenza di DNA che permette l'aggancio delle polimerasi cellulari, che fa sì che l'episoma venga trasmesso alle cellule figlie.
Queste tre tipologie di trasferimento possono risultare utili nel trattamento di differenti patologie. Avendo a che fare con malattie genetiche, infatti, bisogna utilizzare un gene che si replichi in maniera stabile per cui lo si deve far integrare nel genoma dell'ospite (per esempio utilizzando un retrovirus) oppure lo si può inserire sotto forma di particella episomiale contenente un'origine di replicazione.
In altri casi, invece, il gene terapeutico è necessario solo per un certo periodo di tempo per cui lo si può aggiungere sotto forma di particella episomiale priva dell'origine di replicazione.

## Metodologia del trasferimento genico
La parte decisiva della terapia genica consiste nel metodo da adottare per effettuare il trasferimento del gene terapeutico (trasfezione). I diversi sistemi utilizzati per realizzare questo processo vengono attualmente distinti in virali e non virali.

### Il trasferimento non virale
Le metodologie adottate per trasferire il DNA senza ricorrere a virus comprendono: l'iniezione di DNA nudo, l'inserimento tramite liposomi, l'inserimento attraverso l'uso di polimeri cationici od il bombardamento tramite particelle (gene gun).
L'iniezione di DNA nudo è la procedura più lineare e più semplice ed inoltre permette di trasferire costrutti genici di grandi dimensioni. Consiste nell'iniettare il gene terapeutico, legato ad un plasmide, direttamente nella cellula tramite l'utilizzo d'una micropipetta. Lo svantaggio di questa metodica consiste nel fatto che bisogna iniettare il DNA in ogni cellula, una per una. Il rendimento, inoltre, è decisamente basso.
I liposomi sono vescicole sferiche la cui parete è composta da un doppio strato fosfolipidico. Usando liposomi cationici è possibile far complessare ad essi il DNA, che a pH neutro presenta carica negativa. Il complesso DNA-liposoma può fondersi con la membrana cellulare ma nella maggior parte dei casi viene internalizzato tramite endocitosi. Successivamente il DNA viene liberato nel citoplasma, entra nel nucleo e viene espresso. Sfortunatamente questo processo è a bassa efficienza in quanto si è visto che solo lo 0,1% del DNA introdotto viene espresso. Per ovviare a ciò nei liposomi sono state anche inserite proteine ed anticorpi che possano aumentare l'efficacia della procedura minimizzando la degradazione del DNA e facilitando il corretto direzionamento della vescicola.
Molto simile è la procedura che si applica per la transfezione che utilizza polimeri cationici, infatti polimeri dotati di molteplici cariche positive interagiscono con il DNA, che, come già detto, a pH fisiologico è un polianione, provocandone la condensazione e proteggendolo da aggressivi sia chimici che enzimatici, oltre che da radiazioni ionizzanti. Anche i complessi DNA-policatione vengono internalizzati dalla cellula per endocitosi, e possono essere attivamente indirizzati verso specifiche linee cellulari o tessuti utilizzando anticorpi o altre molecole direzionanti.
Il quarto metodo consiste nell'utilizzo di particolari strumenti elettrici o ad alta pressione, dette pistole geniche (gene gun), che permettono di inviare nella cellula microscopiche particelle d'oro o di tungsteno ricoperte di DNA. Al momento esistono studi su modelli animali ma non sull'uomo.

### Il trasferimento virale
Si basa sull'utilizzo di opportuni virus ricombinanti.
I virus hanno un'ottima tendenza ad infettare le cellule e ad inserirvi il proprio DNA sia integrandolo sia sotto forma d'episoma. Rispetto ai sistemi di trasferimento non virali, quindi, hanno un'efficienza nettamente maggiore. I virus da impiegare, tuttavia, devono godere d'alcune caratteristiche:
- le particelle virali ricombinanti, rispetto al wild-type (tipo selvaggio cioè il virus non ricombinato), devono essere difettive rispetto alla replicazione
- il virus non deve possedere alcune qualità non desiderabili (come la produzione di composti tossici o l'attivazione del sistema immunitario)
- vi dev'essere spazio a sufficienza per il gene terapeutico (vincolo di dimensione).

I virus attualmente studiati quali vettori per la terapia genica sono:
- i retrovirus,
- i lentivirus,
- gli adenovirus,
- i virus adenoassociati,
- gli herpesvirus.

#### I retrovirus
Sono stati i primi virus ad essere studiati nella terapia genica, di cui il capostipite è il virus della leucemia murina che nell'uomo non è associato ad alcuna malattia. Un retrovirus presenta due filamenti di RNA complessati con varie proteine, un capside ed un involucro lipidico, derivato dalla cellula ospite infettata. Esso si lega a specifici recettori situati sulla membrana cellulare, il che innesca un meccanismo che porta alla fusione dell'involucro lipidico virale con quello della cellula. In questo modo il virus viene rilasciato nel citoplasma e successivamente l'RNA viene liberato dall'involucro capsidico e può così fungere da stampo per una DNA polimerasi RNA dipendente (la trascrittasi inversa) che sintetizza, così, un filamento di DNA che, ad opera d'una integrasi virale, viene integrato nel genoma dell'ospite.
Il genoma d'un retrovirus è formato da tre geni: gag, pol ed env.
Gag codifica per le proteine del capside virale che sono responsabili dell'assemblamento del virione e dell'incapsidazione del materiale genetico. Pol codifica per la trascrittasi inversa mentre env è responsabile della sintesi di proteine situate sull'involucro lipidico necessarie per l'interazione con i recettori specifici.
Alle due estremità del materiale genetico virale si trovano sequenze non codificanti dette Long Terminal Repeat (LTR, sequenze terminali ripetute lunghe) contenenti le informazioni necessarie per impacchettare l'RNA e formare i virione (segnale di packaging, ψ) e per regolare la trascrizione e l'integrazione del DNA.
Come per tutti i virus ricombinanti difettivi rispetto alla replicazione, devono essere adottati dei sistemi particolari per consentirne un'adeguata produzione.

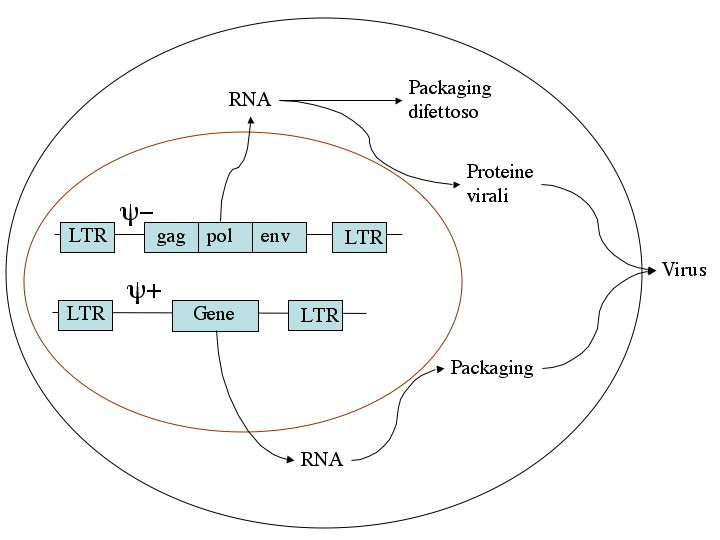
Schema del sistema di packaging usato per la produzione di retrovirus ricombinanti

Nel caso dei retrovirus si utilizzano linee cellulari (il più delle volte sono fibroblasti 3T3 murini) trasfettate con un segmento genico contenente i geni gag, pol ed env e le sequenze LTR fatta eccezione per la sequenza di packaging. Le cellule così trasfettate (dette cellule impacchettatrici) sono in grado di produrre le proteine virali ma non sono in grado di assemblarle per formare un virione maturo. Esse formano quella che viene definita VLP (Virion-Like Particle), un capside virale privo del genoma, in grado di riconoscere il suo recettore, e di legarlo, ma non di compiere un ciclo produttivo d'infezione.
Tali cellule vengono poi infettate con un retrovirus contenente le sequenze LTR, quella di packaging ed il gene terapeutico ma non gag, pol ed env. Un simile virus non sarebbe in grado di replicarsi ma utilizzando le cellule impacchettatrici produttrici le proteine virali necessarie che a loro volta riconoscono la sequenza di packaging dell'RNA del virus difettivo a vi si assemblano dando origine a virioni maturi infettanti.Utilizzando un simile sistema si possono creare delle linee cellulari in grado di produrre 0,1-1,0 particelle virali per cellula per ora ottenendo un titolo di virus ricombinante compreso tra {\displaystyle 10^{3}}-{\displaystyle 10^{7}} particelle infettive per ml di cultura.
L'utilizzo dei retrovirus presenta dei vantaggi quali la loro attitudine all'infezione di numerose linee cellulari, l'elevata efficienza nell'integrazione del gene terapeutico nel genoma.
Gli svantaggi nell'utilizzazione dei retrovirus consistono nella loro labilità che ne rende complessa la procedura di purificazione dal mezzo di cultura. Il genoma retrovirale, inoltre, si può integrare in quello cellulare solo quando la membrana nucleare è assente e di conseguenza solo le cellule replicanti possono essere infettate. Un altro problema deriva dalla casualità dell'integrazione del DNA virale, il che può portare alla disattivazione od attivazione d'alcuni geni con rischio di fenomeni di mutagenesi inserzionale.
È da segnalare, infine, che lo spazio tra le due sequenze LTR consente l'inserzione d'un gene di lunghezza massima di 8 kb.

#### I lentivirus
I lentivirus appartengono alla famiglia dei retrovirus di cui condividono la morfologia ed il ciclo replicativo ma a differenza dei precedenti, possono infettare anche cellule non replicanti, il che li rende dei buoni candidati per modificare l'espressione delle cellule a differenziazione terminale, come quelle del cuore o del sistema nervoso centrale, e facilita anche i processi di trasfezione ex vivo in quanto le cellule messe in cultura non hanno bisogno di stimoli che le inducano a dividersi. Il DNA ottenuto dalla trascrittasi inversa, infatti, si complessa con proteine virali, formando un complesso, detto di preiniziazione, che permette il passaggio attraverso la membrana nucleare. Questo meccanismo, comunque, non è l'unico esistente in quanto è stata individuata una sequenza regolatrice polipurinica centrale (cPPT, central polypurinic tract), situata nel gene della polimerasi, che favorisce la traslocazione nel nucleo cellulare. Recentemente, inoltre, è stato indicato un residuo di valina situato in posizione 165 del gene dell'integrasi quale fattore in grado di favorire l'ingresso nel nucleo in maniera maggiore del cPPT.
Tra i virus considerati è stato anche studiato HIV e ciò ha fatto sì che vi siano stati molti studi volti a costruire vettori e linee cellulari d'impaccamento che impediscano una ricombinazione che ripristini lo stato wild-type.
La costruzione dei vettori virali prevede un genoma modificato che presenti solo le sequenze relative all'integrazione, alla retrotrascrizione ed all'incapsidamento dell'RNA nonché la sequenza di packaging. La linea cellulare, invece, viene trasfettata con due plasmidi: uno di packaging codificante per le proteine capsidiche ed un altro contenente le glicoproteine di superficie in cui la sequenza della proteina gp120 è stata sostituita con quella della glicoproteina G del virus della vescicolostomatite, la quale aumenta le linee cellulari che possono essere infettate e facilita la purificazione dei virioni tramite centrifugazione.
Successivamente al plasmide di packaging sono stati eliminati molti geni lasciando solo gag, pol, tat e rev. È, infine, seguito l'uso di plasmidi di packaging in cui il gene tat è stato completamente eliminato.
Il rischio potenziale di dare origine ad una particella virale infettiva ed autonomamente replicante ha spinto gli studiosi a dare origine ad un vettore autoinattivantesi (SIN self-inactivating). Questa tipologia di costrutto si basa sul fatto che con la retrotrascrizione vengano perse altre sequenze essenziali alla replicazione. Ciò viene ottenuto eliminando parte dell'LTR in 5' ed agganciando ad essa, presso la regione U3 dell'LTR in 3', vengono delete le sequenze relative alla TATA box e quelle per il legame dei fattori di trascrizione cellulari NF-kβ e Sp1. Tutto questo fa sì che, una volta avvenuta la retrotrascrizione, il DNA prodotto abbia entrambe le sequenze LTR inattive e di conseguenza la trascrizione diviene impossibile mentre il gene terapeutico inserito viene trascritto grazie all'azione d'un promotore interno (tipicamente derivato dal citomegalovirus, CMV). Questo stesso promotore viene agganciato sia alla regione 5', creando una sequenza ibrida CMV-LTR, sia ai plasmidi con cui la linea cellulare d'impaccamento viene trasfettata, sostituendo completamente le loro sequenze LTR. L'uso della sequenza del CMV favorisce la trascrizione, ovviando all'assenza di tat, e riduce ancora la possibilità che si formi un virione wild-type.
L'uso di vettori SIN, inoltre, riduce il rischio di mutagenesi inserzionale in quanto l'assenza d'un LTR funzionale evita l'attivazione d'eventuali protooncogeni situati a valle d'esso.
In data 12 luglio 2013 viene dato l'annuncio della guarigione di sei bambini affetti da rare malattie, quali la Leucodistrofia metacromatica e la sindrome di Wiskott-Aldrich grazie a lentivirus del HIV, opportunamente modificati come vettore di terapia genica.

#### Gli adenovirus
Gli adenovirus sono virus con DNA a doppio filamento non racchiusi da un involucro lipidico ed a simmetria icosaedrica. Essi nell'uomo sono associati soprattutto ad infezioni dell'apparato respiratorio. Gli adenovirus utilizzati per la terapia genica appartengono al gruppo C che comprende i sierotipi 1, 2, 5 e 6.
Il ciclo vitale di un adenovirus comprende un legame a specifici recettori cellulari che permettono l'ingresso del virus tramite endocitosi. L'endosoma viene poi a fondersi con un lisosoma ed il cambio di pH che ne consegue probabilmente favorisce un cambio conformazionale del capside cui segue una demolizione della vescicola e la liberazione del DNA virale che viene trasportato nel nucleo ove rimane in forma episomiale.

Schema generale del genoma degli adenovirus.

Il genoma degli adenovirus è approssimativamente di 36 kb ed in esso sono individuabili regioni codificanti per geni espressi precocemente (early, E) e tardivamente (late, L). Ai due lati del genoma si trovano le cosiddette sequenze terminali invertite (ITR, Inverted Terminal Repeat) le quali sono necessarie per la replicazione del virus.
Nel nucleo cellulare vengono espressi per primi i geni E1 (detti precoci immediati) che permettono la transattivazione dei geni E2 ed E4 che determinano il blocco della sintesi proteica cellulare e partecipano alla replicazione del DNA virale. Una volta che sia iniziata la replicazione, vengono attivati i geni tardivi che codificano per le proteine strutturali che nel nucleo cellulare si assemblano intrappolando il DNA dell'adenovirus virale. La cellula, successivamente, va incontro a lisi.
Gli adenovirus ricombinanti usati come vettori presentano una delezione almeno della regione E1 il che rende il virus difettivo per la replicazione. Come cellule d'impaccamento vengono usate cellule renali embrionali (cellule 293) che sono state trasfettate con la regione E1. Infettando tali cellule con il virus difettivo si permette la sua replicazione e produzione di nuovi virioni ricombinanti fino ad una resa assai elevata di circa {\displaystyle 10^{12}}-{\displaystyle 10^{13}} particelle/ml.
Generalmente gli adenovirus ricombinanti presentano una delezione sia della regione E1 che di quella E3. Si è visto, però, che talune cellule infettate da questo vettore esprimono i geni rimanenti in basse quantità sufficienti, però, per evocare una risposta citotossica in grado d'eliminarle.
Studi successivi hanno permesso d'ottenere vettori ricombinanti aventi anche una delezione delle regioni E2 o E4 ma ciò ha determinato una riduzione dell'espressione genica.
Attualmente, però, si è ottenuta una terza generazione di vettori ricombinanti (Helper Dependent o anche gutless o high Capacity) in cui tutti i geni virali sono stati eliminati e sono rimaste solamente le regioni ITR e la sequenza di packaging a fianco del gene d'interesse. Per mantenere tuttavia costante la grandezza del genoma (36Kb), i geni virali deleti sono stati sostituiti da DNA intronico (Introne) di diversa natura (umana, fagica etc.). Ciò ha diminuito le problematiche d'immunogenicità a lungo termine, come la risposta immunitaria CTL mediata, non ha tuttavia incrementato la sicurezza dei vettori per quanto concerne la tossicità immediata, quella cioè determinata dalla violenta risposta infiammatoria che occorre nelle prime ore dopo la somministrazione del vettore e che si pensa sia dovuta in gran parte alle proteine del capside.
La produzione di questo tipo di virus utilizza cellule trasfettate stabilmente con E1 ed una ricombinasi chiamata CRE, che è in grado di tagliare il segnale di impacchettamento del virus helper contenente tutti i geni virali tranne E1, e che ha la funzione di provvedere alla trascrizione di tutte le proteine del capside del vettore helper dependent. Il virus helper al contrario non può impacchettarsi in quanto mancante del segnale di impacchettamento poiché exciso dalla proteina CRE. Sistemi moderni permettono di produrre vettori helper dependent ad altissime concentrazioni > di {\displaystyle 10^{13}} particelle virali per ml.

#### I virus adenoassociati

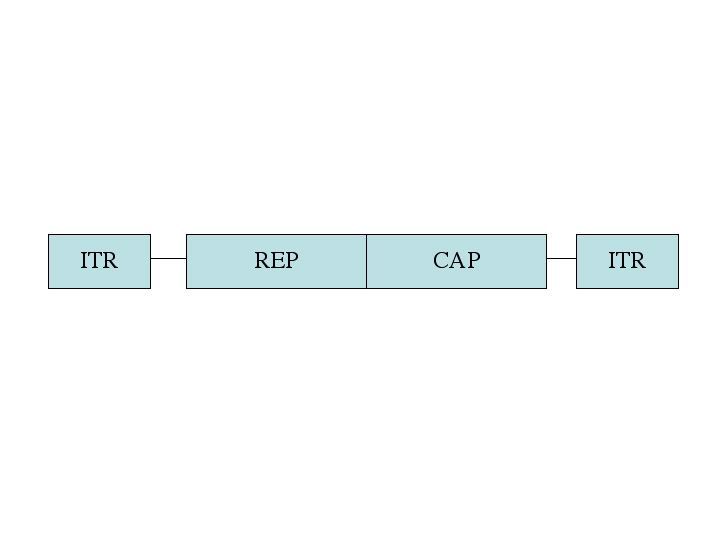
Schema generale del genoma dei virus adenoassociati.

I virus adenoassociati appartengono alla famiglia dei parvovirus, hanno un genoma formato da una molecola di DNA a singolo filamento di circa 5 kb, hanno un capside icosaedrico e sono privi d'un involucro lipidco. Al momento non sono stati associati ad alcuna patologia e possono infettare sia cellule replicanti che non.
La denominazione di virus adenoassociati deriva dal fatto che non sono in grado di replicarsi autonomamente ma necessitano d'un altro virus che in genere è un adenovirus od un herpesvirus. In assenza del virus helper il DNA dei virus adenoassociati s'integra in quello della cellula ospite in una regione ben precisa del cromosoma 19 (19q 13,3q-ter).
Il genoma d'un virus adenoassociato è formato da due geni: rep che codifica proteine necessarie per il controllo della replicazione virale e cap che dà origine alle proteine strutturali del capside. Ai lati del filamento di DNA si trovano lunghe sequenze ITR di circa 145 bp ognuna, necessarie per regolare la replicazione e l'incapsidazione del virus.
Il vettore basato sui virus adenoassociati ricombinanti è costruito sostituendo il gene terapeutico a cap e rep in quanto le sequenze ITR contengono tutte le informazioni necessarie per l'integrazione ed il packaging. La produzione d'un simile vettore la si ottiene trasfettando una linea cellulare (la 293) con un plasmide contenente i geni cap e rep e successivamente infettandola con un adenovirus helper difettivo per E1.
Sfortunatamente il virus ricombinante, rispetto al wild-type, non sempre s'integra nel cromosoma 19 e talvolta resta episomiale.
I virus adenoassociati, inoltre, non elicitano una risposta immune ma in essi non si possono inserire segmenti maggiori di 4,7 kb.

#### Gli herpesvirus
Degli herpesvirus, virus a doppio filamento di DNA con capside icosaedrico e presenza d'un involucro lipidico, viene utilizzato il virus herpes simplex di tipo 1 (HSV-1).
Si tratta d'un virus neurotropo in grado d'instaurare un ciclo litico ma anche di persistere sotto forma episomiale nella cellula ospite. Il genoma di HSV-1 è formato da un doppio filamento di DNA di 152 kb che contiene almeno 80 geni.
Non appena inizia il ciclo litico viene espressa la proteina VmW65 che attiva i geni precoci immediati (IP0, ICP4, ICP22, ICP27 e ICP47) che fungono da fattori transattivanti per gli altri geni precoci che codificano prodotti necessari per la replicazione ed il metabolismo dei nucleotidi. Successivamente vengono attivati I geni tardivi codificanti per proteine strutturali. Il ciclo si conclude con la lisi della cellula.
Per ottenere un HSV-1 vettore sono stati usati due approcci.
Il primo consiste nell'uso d'un amplicone, un plasmide contenente un'origine di replicazione batterica (generalmente da Escherichia coli), una di HSV-1 (OriS), la sequenza di packaging di HSV-1 ed il gene da inserire. Il tutto viene inserito in una linea cellulare infettata da un virus helper contenente i geni regolatori e strutturali mancanti.
Il secondo approccio consiste nell'uso d'un virus ricombinante ottenuto eliminando uno o più geni precoci immediati e facendo produrre le particelle da cellule esprimenti le proteine mancanti. Questo approccio è gravato dal fatto che il vettore così prodotto risulta essere neurotossico.

## Diffusione
Nel 2024 è stato stimato che entro il 2030 saranno disponibili 60 nuove terapie geniche cellulari in grado di curare circa 350.000 pazienti a livello globale.

### In Italia
Al 2017, la terapia genica con farmaci anticancro mirati e personalizzati era disponibile negli Stati Uniti e in alcuni paesi europei, a carico delle assicurazioni sanitarie private. La Regione Sicilia e la rete di ricerca Alleanza Contro il Cancro hanno avviato la sperimentazione di un "onco-chip", un chip sottocutaneo capace di eseguire un sequenziamento del DNA, rilevare le alterazioni dei geni del cancro in vista dell'impiego di farmaci molecolari disegnati sulle specifiche esigenze del paziente.
I dati raccolti sul tumore al polmone sono stati messi a sistema in una banca dati nazionale, mentre nel 2018 e 2019 la sperimentazione è stata estesa in tutta Italia e ai casi di tumore del colon, della mammella e dell'ovaio. Il referto dell'analisi è disponibile in paio di giorni e il dispositivo potrebbe essere utilizzato anche a scopo preventivo per l'identificazione dei familiari dei malati che sono a rischio di contrarre il cancro.

### Testi
- Mauro Giacca, Terapia Genica, Springer, 1º gennaio 2011, ISBN 978-88-470-1989-8.
- Angelo Sghirlanzoni, Terapia Delle Malattie Neurologiche, Springer, 2009,  pp. 592–, ISBN 978-88-470-1120-5.
- Chiara Beria Di Argentine, Di profilo: ritratti di italiani lontani dai riflettori, Edizioni Mondadori, 2011,  pp. 150–, ISBN 978-88-04-60690-1.
- Sebastiano Di Diego, Onlus e imprese sociali. Con CD-ROM, Maggioli Editore, 2011,  pp. 351–, ISBN 978-88-387-6943-6.
- Michele Aramini, Manuale di bioetica per tutti, Paoline, 2008,  pp. 157–, ISBN 978-88-315-3481-9.
- Gerard J. Tortora, B. R. Funke e C. L. Case, Elementi di microbiologia, Pearson, 2008,  pp. 22–, ISBN 978-88-7192-433-5.
- Bruce R. Korf, Genetica Umana, Springer, 2001,  pp. 91–, ISBN 978-88-470-0121-3.
- A Guide to Human Gene Therapy, World Scientific, 2010, ISBN 978-981-4280-91-4.
- Joseph Panno, Gene Therapy: Treating Disease by Repairing Genes, Infobase Publishing, 1º gennaio 2009, ISBN 978-0-8160-6734-3.
- David V. Schaffer e Weichang Zhou, Gene Therapy and Gene Delivery Systems, Springer, 1º gennaio 2005, ISBN 978-3-540-28404-8.
- Karine Breckpot, Frederick Arce, Grazyna Kochan, Holly Stephenson, Lentiviral Vectors and Gene Therapy, Springer, 22 marzo 2012, ISBN 978-3-0348-0401-1.
- Cancer Gene Therapy: New Insights for the Healthcare Professional: 2011 Edition: ScholarlyBrief, ScholarlyEditions, 9 gennaio 2012, ISBN 978-1-4649-0208-6.
- Jörg Niewöhner e Christof Tannert, Gene Therapy: Prospective Technology assessment in its societal context: Prospective Technology assessment in its societal context, Elsevier, 19 agosto 2011, ISBN 978-0-08-047093-1.
- Joseph Panno, Gene Therapy: Treating Disease by Repairing Genes, Infobase Publishing, 1º gennaio 2009, ISBN 978-0-8160-6734-3.
- Matt Edmonds, A Theological Diagnosis: A New Direction on Genetic Therapy, 'Disability' and the Ethics of Healing, Jessica Kingsley Publishers, 15 giugno 2011, ISBN 978-0-85700-496-3.

### E-books e Riviste
- Pagon RA, Adam MP, Bird TD, Dolan CR, Fong CT, Stephens K, GeneReviews [Internet], in University of Washington, Seattle;, 1993-2013, PMID 20301295.
- Cambridge (MA), StemBook [Internet], in Harvard Stem Cell Institute, 2008-, PMID 20614604.
- Biasco L, Baricordi C, Aiuti A, Retroviral integrations in gene therapy trials, in Mol. Ther., vol. 20, n. 4, aprile 2012,  pp. 709-16, DOI:10.1038/mt.2011.289, PMC 3321603, PMID 22252453.
- CW. Peterson, P. Younan; KR. Jerome; HP. Kiem, Combinatorial anti-HIV gene therapy: using a multipronged approach to reach beyond HAART., in Gene Ther, vol. 20, n. 7, luglio 2013,  pp. 695-702, DOI:10.1038/gt.2012.98, PMID 23364313.
- Griesenbach U, Inoue M, Meng C, et al., Assessment of F/HN-pseudotyped lentivirus as a clinically relevant vector for lung gene therapy, in American Journal of Respiratory and Critical Care Medicine, vol. 186, n. 9, novembre 2012,  pp. 846-56, DOI:10.1164/rccm.201206-1056OC, PMC 3530223, PMID 22955314.
- Tinkov, S., Bekeredjian, R., Winter, G., Coester, C., Polyplex-conjugated microbubbles for enhanced ultrasound targeted gene therapy,2008 AAPS Annual Meeting and Exposition, 16–20 November, Georgia World Congress Center, Atlanta, GA, USA (PDF), su aapsj.org. URL consultato il 12 luglio 2013 (archiviato dall'url originale il 7 luglio 2012).
- Gardlík R, Pálffy R, Hodosy J, Lukács J, Turna J, Celec P, Vectors and delivery systems in gene therapy, in Med Sci Monit., vol. 11, n. 4, aprile 2005,  pp. RA110–21, PMID 1579570.
- Staff, Gene Therapy (FAQ), su Human Genome Project Information, Oak Ridge National Laboratory, 18 novembre 2005. URL consultato il 28 maggio 2006 (archiviato dall'url originale il 20 dicembre 2012).
- Salmons B, Günzburg WH, Targeting of retroviral vectors for gene therapy, in Hum Gene Ther., vol. 4, n. 2, aprile 1993,  pp. 129-41, DOI:10.1089/hum.1993.4.2-129, PMID 8494923.
- Baum C, Düllmann J, Li Z, et al., Side effects of retroviral gene transfer into hematopoietic stem cells, in Blood, vol. 101, n. 6, marzo 2003,  pp. 2099-114, DOI:10.1182/blood-2002-07-2314, PMID 12511419.
- Horn PA, Morris JC, Neff T, Kiem HP, Stem cell gene transfer—efficacy and safety in large animal studies, in Mol. Ther., vol. 10, n. 3, settembre 2004,  pp. 417-31, DOI:10.1016/j.ymthe.2004.05.017, PMID 15336643.
- Hongjie Wang, Dmitry M. Shayakhmetov, Tobias Leege, Michael Harkey, Qiliang Li, Thalia Papayannopoulou, George Stamatoyannopolous, and André Lieber, A Capsid-Modified Helper-Dependent Adenovirus Vector Containing the β-Globin Locus Control Region Displays a Nonrandom Integration Pattern and Allows Stable, Erythroid-Specific Gene Expression, in Journal of Virology, vol. 79, n. 17, settembre 2005,  pp. 10999-1013, DOI:10.1128/JVI.79.17.10999-11013.2005, PMC 1193620, PMID 16103151.
- MS. Beatty, DT. Curiel, Chapter two--Adenovirus strategies for tissue-specific targeting., in Adv Cancer Res, vol. 115, 2012,  pp. 39-67, DOI:10.1016/B978-0-12-398342-8.00002-1, PMID 23021241.